# União das Freguesias de Sintra (Santa Maria e São Miguel, São Martinho e São Pedro de Penaferrim)
União das Freguesias de Sintra (Santa Maria e São Miguel, São Martinho e São Pedro de Penaferrim), kurz União das Freguesias de Sintra ist eine Gemeinde (Freguesia) im portugiesischen Kreis (Concelho) von Sintra.
Sie stellt die Innenstadtgemeinde der Stadt Sintra dar.
Die Gemeinde hat 29.591 Einwohner auf einer Fläche von 63,55 km² (Zahlen nach Stand 30. Juni 2011).
Sie entstand im Zuge der Gebietsreform vom 29. September 2013 durch Zusammenlegung der Stadtgemeinden Santa Maria e São Miguel, São Martinho und São Pedro de Penaferrim. Santa Maria e São Miguel wurde offizieller Sitz dieser neu gebildeten Gemeinde.